# Ptychographie
La ptychographie (du grec ptycho, signifiant « plier ») est une technique de microscopie sans lentille. Pour obtenir une image à haute résolution d'un objet, plusieurs figures de diffraction successives sont mesurées en déplaçant l'objet, tout en gardant un fort recouvrement. L'image réelle est reconstituée par itérations successives, à partir des mesures d'intensité du rayonnement diffracté sur l'objet et de la phase des ondes déduite des interférences entre les différentes figures de diffraction.
Cette technique a été proposée par Walter Hoppe à la fin des années 1960 pour la microscopie électronique, mais n'a été effectivement montrée expérimentalement que 35 ans plus tard,.
Pour cette première démonstration, la reconstruction de l'image a été obtenue en utilisant la méthode de déconvolution de la fonction de distribution de Wigner (WDF). Bien que cette approche permette une approche théorique utile de la ptychographie, le nécessaire échantillonnage de Nyquist dans les deux espaces, réciproque et réel, est bien trop complexe et a rendu les expériences plutôt impraticables.
L'intérêt pour la ptychographie a été revigoré quelques années plus tard en incorporant des algorithmes itératifs efficaces de récupération de phase, qui itèrent entre l'espace réel et l'espace réciproque à travers des transformées de Fourier et sont basés sur des projections minimisant la distance sur deux ensembles de contraintes,,,, qui assurent à  la fois, la cohérence de l'image avec les données mesurées et l'auto-cohérence des images reconstruites dans les zones à éclairage multiple.

## Principe
Dans son article original, l'auteur proposait de résoudre le problème de restitution de phase en utilisant l'interférence des réflexions de Bragg adjacentes pour déterminer leur phase relative, une fente mince dans le plan du spécimen étant utilisée pour étendre en fréquence chaque point du réseau réciproque et les faire interférer.
La technique nécessite l'enregistrement de plusieurs figures de diffraction en champ lointain (transformée de Fourier), en déplaçant à chaque fois l'objet avec un taux de recouvrement suffisant entre chaque image. Enfin, une technique numérique itérative est utilisée pour récupérer la phase.

## Application
L'imagerie ptychographique, couplée à l'évolution des capteurs, a permis l'apparition de microscopes sans lentilles à rayon X, optiques, mais aussi électroniques avec une résolution spatiale améliorée. À l'instar de la microscopie électronique sans lentille (basée sur l'holographie), la technique est particulièrement utile en microscopie électronique, car elle permet d'éviter l'utilisation peu efficace de lentilles électrostatiques. La ptychographie a également été déclinée dans une version vectorielle (prenant en compte la polarisation de la lumière et la possible anisotropie des matériaux), notamment pour l'étude de matériaux biominéraux.